# Меккерн (Тюрингія)
Меккерн (нім. Möckern) — громада в Німеччині, розташована в землі Тюрингія. Входить до складу району Заале-Гольцланд. Складова частина об'єднання громад Штадтрода.
Площа — 5,35 км2. Населення становить 106 ос. (станом на 31 грудня 2021).

## Галерея

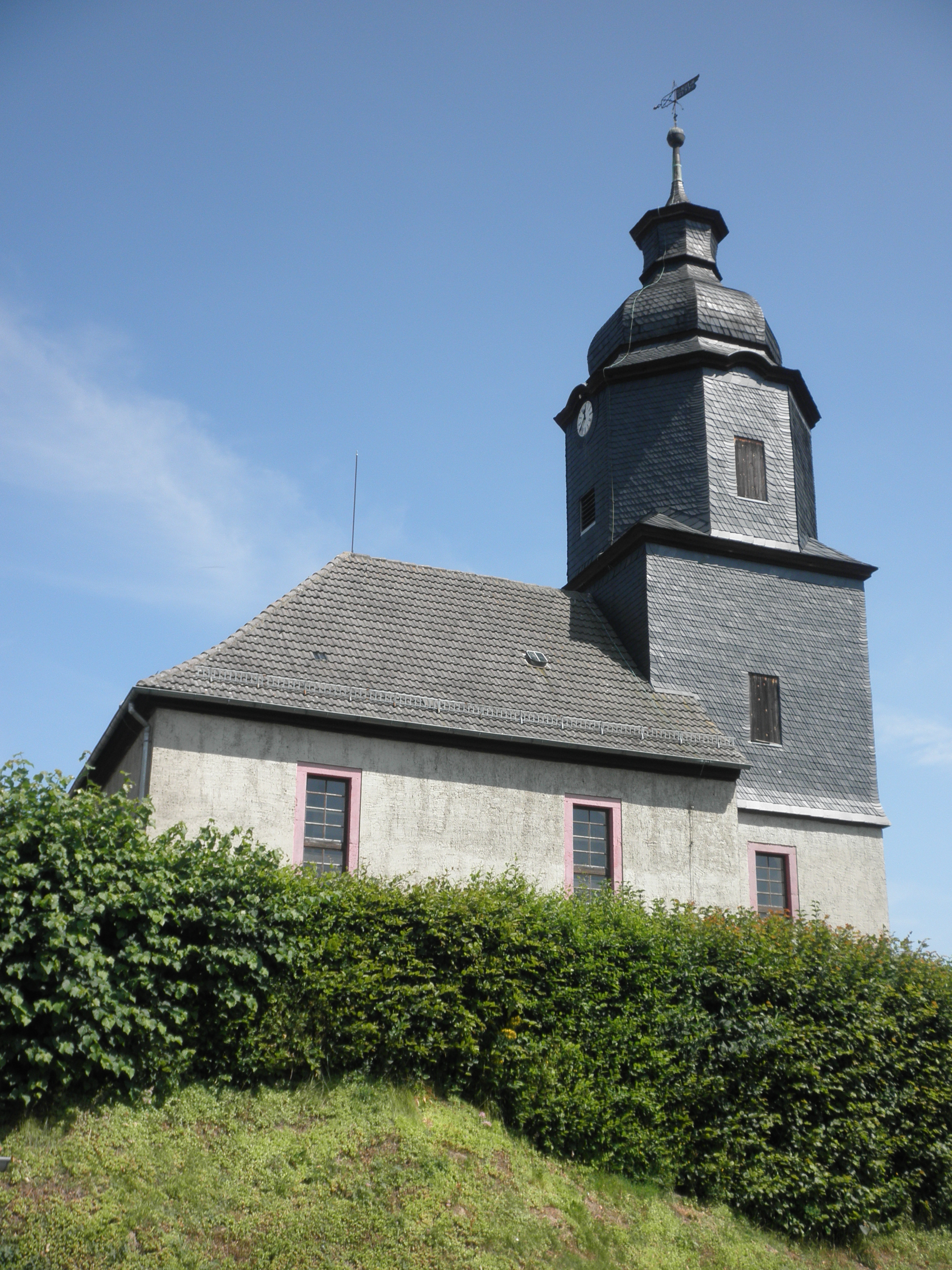